# Duathlon na World Games 2013
Zawody duathlonu podczas World Games 2013 odbyły się w dniach 27 - 28 lipca w El Ingenio Park, w Cali, w Kolumbii.

## Uczestnicy
| - Argentyna - Belgia - Boliwia - Brazylia - Czechy - Filipiny - Francja - Gwatemala - Holandia | - Iran - Irlandia - Japonia - Kanada - Kolumbia - Luksemburg - Meksyk - Niemcy - Peru | - Portoryko - Portugalia - Rosja - Słowacja - Stany Zjednoczone - Chińskie Tajpej - Wenezuela - Wielka Brytania |

## Medaliści
| Konkurencja      | Złoto            | Srebro                       | Brąz                |
| Konkurs mężczyzn | Rob Westenborghs | Emilio Antonio Martin Romero | Benoît Jean Nicolas |
| Konkurs kobiet   | Ai Ueda          | Sandra Levenez               | Jenny Schulz        |

## Klasyfikacja medalowa
| Nr | Państwo   | Złoto | Srebro | Brąz | Razem |
| 1  | Belgia    | 1     | 0      | 0    | 1     |
| 1  | Japonia   | 1     | 0      | 0    | 1     |
| 3  | Francja   | 0     | 1      | 1    | 2     |
| 4  | Hiszpania | 0     | 1      | 0    | 1     |
| 5  | Niemcy    | 0     | 0      | 1    | 1     |